# Шелкоротые ручейники

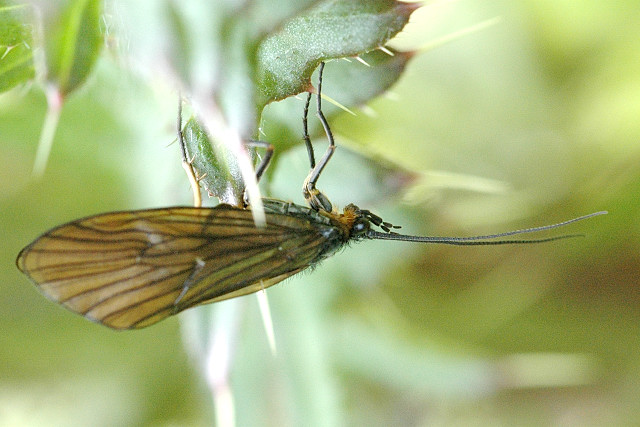
Ручейник Notidobia ciliaris.

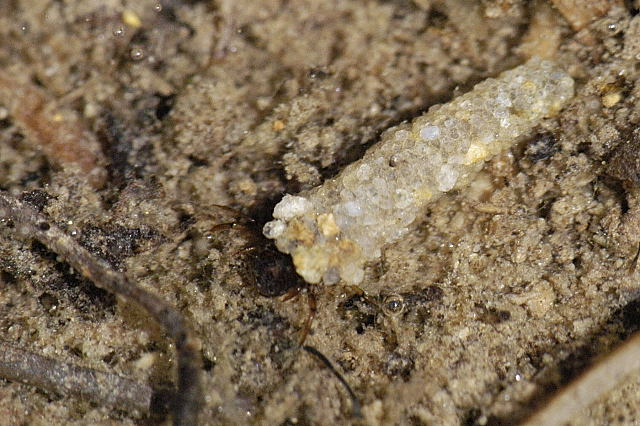
Ручейник Sericostoma personatum (домик с личинкой).

Шелкоротые ручейники (лат. Sericostomatidae) — семейство ручейников подотряда Integripalpia.

## Распространение
Всесветно, кроме Австралии. В России 3 рода и около 10 видов..

## Описание
Среднего размера ручейники, крылья с размахом около 15 мм. Оцеллии отсутствуют. Нижнечелюстные щупики самок состоят из 5 одинаковых члеников (у самцов — из одного, двух или трёх толстых и коротких члеников). Число шпор на передних, средних и задних ногах равно 2, 2(4) и 2(4) соответственно. Личинки живут в водоёмах с текучей водой. Домики в виде трубки из песчинок; детритофаги.

## Систематика
Около 100 видов. Около 20 родов, включая несколько ископаемых.
- Aclosma Morse, 1974
- Agarodes Banks, 1899
- Asahaya Schmid, 1991
- Aselas Barnard, 1934
- † Aulacomyia G Ulmer, 1912
- Cerasma McLachlan, 1876
- Cheimacheramus Barnard, 1934
- Chiloecia Navas, 1930
- Fattigia Ross & Wallace, 1974
- Grumicha Mueller, 1879
- Gumaga Tsuda, 1938
- Myotrichia Schmid, 1955
- Notidobia Stephens, 1829
- Notidobiella Schmid, 1955
- Oecismus McLachlan, 1876
- Parasericostoma Schmid, 1957
- Petroplax Barnard, 1934
- † Pseudoberaeodes Ulmer, 1912
- Rhoizema Barnard, 1934
- Schizopelex McLachlan, 1876
- Sericostoma Latreille, 1825
- † Sphaleropalpus Ulmer, 1912
- † Stenoptilomyia Ulmer, 1912